# Pastisseria Escribà
La pastisseria Escribà és un negoci fundat el 1906 per Mateu Serra i Carbonell a la Gran Via de les Corts Catalanes, 546 de Barcelona.

## Història
Mateu Serra i Carbonell (1876-1945) era natural de Torregrossa (Pla d'Urgell). Quan els seus paren van morir, va anar a Barcelona a buscar els seus germans i s'hi quedà treballant com a carboner fins que hagué d'anar a la Guerra de Cuba. El 1906 va obrir el «Forn Serra» amb la seva dona, Josefina Gala, natural de Tortosa, i el 1912, el seu cunyat hi va projectar una façana modernista.
Arran de l'Exposició Internacional del 1929, el matrimoni va contractar el confiter Antoni Escribà i Cases (1917-1987), i el 1933, es van jubilar i n'agafaren les regnes la filla del matrimoni i el nou pastisser. Durant la Guerra Civil espanyola el negoci fou col·lectivitzat, però amb l'arribada de les tropes franquistes la situació tornà a la normalitat i hi van poder mantenir els treballadors.
Antoni Escribà estudiava dibuix a l'Escola de la Llotja, però es sumà al negoci, on aportà els seus dots artístics al món de la pastisseria. El 1955, va marxar a París per a formar-se amb el pastisser Étienne Tholoniat, la filla del qual, Jocelyne, seria la seva dona, amb qui va dirigir el negoci des del 1961. A la dècada del 1970, Escribà va ser reconegut com a Millor Pastisser d'Europa, i va obtenir 24 medalles entre el 1945 i el 1977.
El 1986, la família Escribà va adquirir l'antiga Casa Figueras a la Rambla per a obrir-ne la primera sucursal.
Antoni Escribà i Serra (1930-2004) fou la tercera generació de pastissers i els germans Christian, Joan i Jordi Escribà Tholoniat en formen la quarta; Christian va rebre el 2007 el guardó de Millor Pastisser d'Espanya, atorgat per la Reial Acadèmia de Gastronomia.

## Especialitats
Entre les especialitats de la casa, es troben els pastissets de Tortosa: d'elaboració diària des de 1906; el torró de gemma cremada; el tortell de massapà (Antoni Escribà fill va introduir les corones de cartolina a Espanya, l'any 1957); el pa de muntanya; els cremadets originaris de la pastisseria Pomar de Palma, la fórmula dels quals va ser cedida als Escribà el 1976; o els croissants (els primers elaborats amb mantega d'Espanya van ser realitzats per aquesta pastisseria l'any 1961).